# Torfou, Maine-et-Loire

Torfou este o comună în departamentul Maine-et-Loire, Franța. În 2009 avea o populație de 2,077 de locuitori.